# 中国人民解放军总财务部
中国人民解放军总财务部是中国人民解放军统管全军统管全军财政工作的部门。其前身为中央人民政府人民革命军事委员会总后勤部财务部，1954年1月改为中央人民政府人民革命军事委员会财务部，1954年10月改称中国人民解放军财务部，1955年改称中国人民解放军总财务部，1957年撤销。是1950年代后期中国人民解放军八大总部之一。

## 历史
1953年10月，中央军委决定，总后勤部财务部（正军级编制）改为中央人民政府人民革命军事委员会财务部（正兵团级），军委任命总后勤部第一副部长杨立三为部长，汤平为副部长。
1954年1月26日，中央人民政府人民革命军事委员会总后方勤务部所属的财务部正式改为中央人民政府人民革命军事委员会直属，成为中央人民政府人民革命军事委员会财务部。1954年10月，中央人民政府人民革命军事委员会撤消，原中央人民政府人民革命军事委员会财务部改称中国人民解放军财务部。杨立三仍任部长，唐天际任第一副部长。1955年8月11日，中国人民解放军财务部改称中国人民解放军总财务部。当时余秋里是主持工作的副部长。1955年9月军队实行军衔制，总财务部共授予中将3人，少将1人，大校1人，正师职上校6人。1956年8月29日，中华人民共和国主席毛泽东根据第一届全国人民代表大会常务委员会第44次会议的决定，任命余秋里中将为中国人民解放军总财务部部长。1957年5月15日，根据中央军委命令，中国人民解放军总财务部被撤销，缩为中国人民解放军总后方勤务部财务部。

## 组成人员

### 部长
中央人民政府人民革命军事委员会财务部部长
- 杨立三（1954年1月—1954年10月）

中国人民解放军财务部部长
- 杨立三（1954年10月—1954年11月病逝）
- 余秋里（1954年12月—1955年8月11日）（副部长主持工作）

中国人民解放军总财务部部长
- 余秋里（1955年8月11日—1956年8月29日）（副部长主持工作）
- 余秋里（1956年8月29日—1957年5月）[1]

### 副部长
- 汤平（1954年1月—1957年5月）
- 唐天际（1954年6月—1957年5月）（余秋里任部长时期担任第一副部长）
- 余秋里（1954年12月—1955年8月）
- 何维忠（1955年9月—1957年5月）

### 内设机构
下辖六局一室仍为正师级单位：
- 总财务部干部处处长黄思梅大校[2]
- 总财务部办公室主任黄同上校[3]/王新三上校[4]
- 总财务部工程建筑财务局局长白士俊上校[5]
- 总财务部工厂仓库财务局：主管全军的军需被服、汽车修配、军械修理、仓库储运及其经费预算，对军队企业进行编号管理，并统一了全军企业的规章制度，军队工厂编号沿用至今。局长唐成仪上校[6]
- 总财务部检查室主任徐清上校[7]/胡芳远上校[8]，沿革为解放军审计署
- 总财务部会计局
- 总财务部外汇局
- 总财务部预算财务局
- 总财务部劳动工资局